# Möckern
Möckern là một thị xã ở the huyện Jerichower Land, bang Sachsen-Anhalt, Đức. Đô thị Möckern có diện tích 422,91 km², dân số thời điểm ngày 31 tháng 12 năm 2006 là 12.818 người. Đô thị Möckern tọa lạc về phía đông của Magdeburg. Đô thị này thuộc Verwaltungsgemeinschaft ("đô thị tập thể") Möckern-Loburg-Fläming. Trận Möckern đã xảy ra ở phía nam của thị xã năm 1813.